# 山形空港
山形空港（やまがたくうこう、英: Yamagata Airport）は、山形県東根市にある特定地方管理空港である。愛称はおいしい山形空港。

## 概要
南北に長い山形盆地の中北部、最上川右岸（東岸）にあり、南北方向の滑走路を擁する。滑走路東側に沿うようにJR山形新幹線・奥羽本線（愛称山形線）が並走しており、県庁所在地の山形市から北に約20kmの距離にある。
年間利用客数は、1991年に約70万人でピークとなった後、ドル箱路線の東京便と競合する山形新幹線が山形駅まで開通すると1992年から減少に転じ、さらに1999年の新庄駅延伸でその傾向に拍車がかかり、ピーク時の4分の1以下まで減少した。そのため県は、各路線利用客への運賃助成などを行っている。2014年度には国内207,605人、国際1,824人に復調した。その後も増加傾向は続き、2019年度には国内325,737人、国際29,505人を記録した。
滑走路は開業当初1200mで、1973年に1500m、1981年に2000mと延長されてきた。国際定期路線誘致のため、県は滑走路の2500m延長を計画しているが、旅客数の減少に加えて仙台空港との旅客争奪競争もあるため、延長計画は凍結されている。
山形空港ターミナルビル（北緯38度24分38秒 東経140度21分59.1秒 / 北緯38.41056度 東経140.366417度）の500mほど北側には、山形県消防防災航空隊（北緯38度24分55.8秒 東経140度21分59.9秒、防災ヘリ「もがみ」が所属）、および、山形県警察航空隊（北緯38度24分57.1秒 東経140度22分0.6秒、県警ヘリ「がっさん」が所属）が位置する。
また、国道13号および奥羽本線を挟んで隣接する神町駐屯地（北緯38度24分6.9秒 東経140度23分56.5秒。陸上自衛隊東北方面隊隷下の第6師団が所在。南東北3県を管轄する）の第6飛行隊（北緯38度25分4.1秒 東経140度22分1.9秒 / 北緯38.417806度 東経140.367194度）の飛行場としても使用されている。そのため、山形県村山市にある「大高根演習場」など、第6師団管区での訓練に参加する全国の自衛隊の移動でよく利用されている。

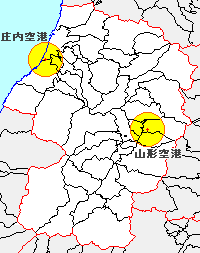
山形空港の山形県内の位置

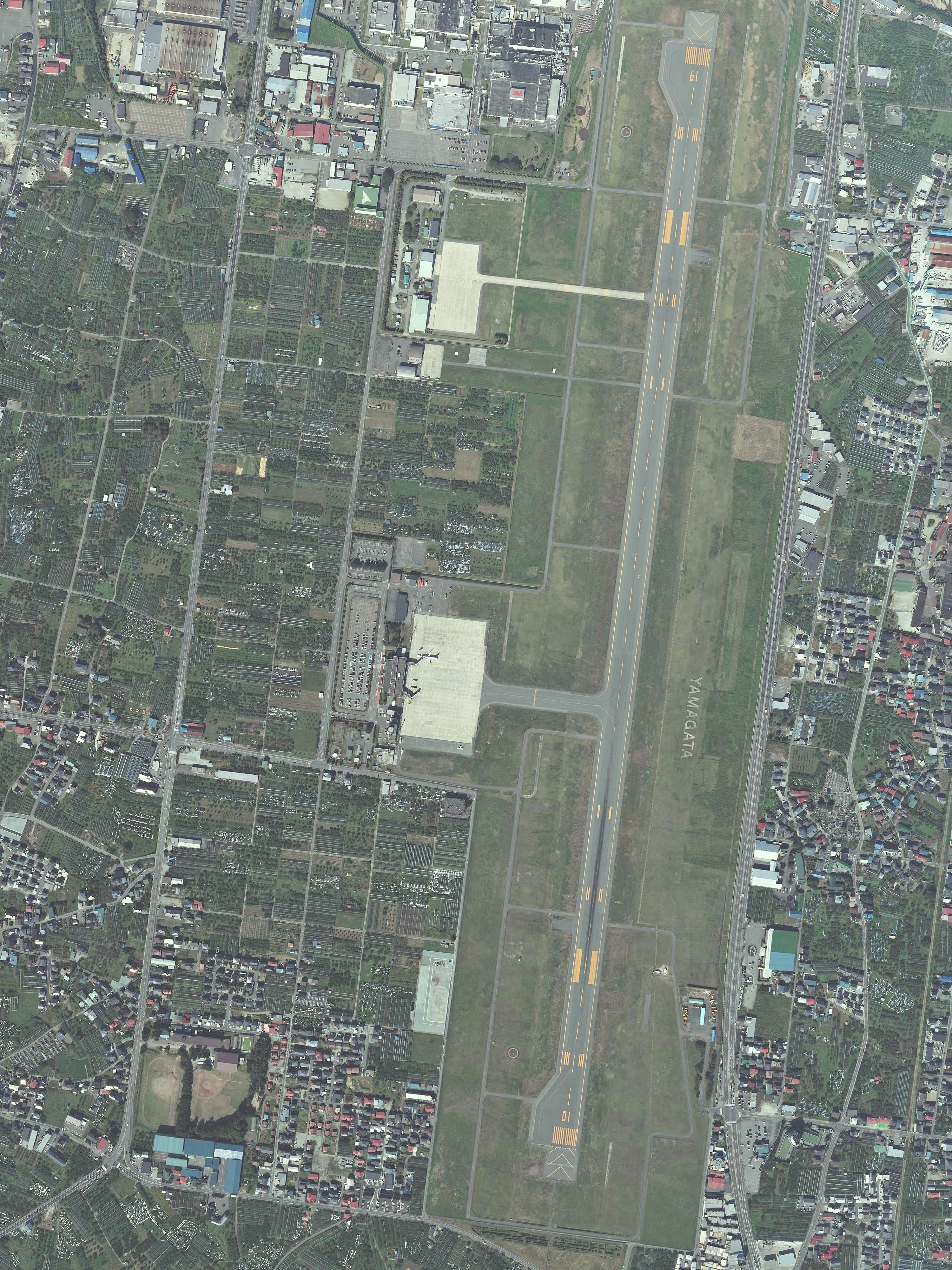
山形空港の空中写真（2013年）

## 沿革

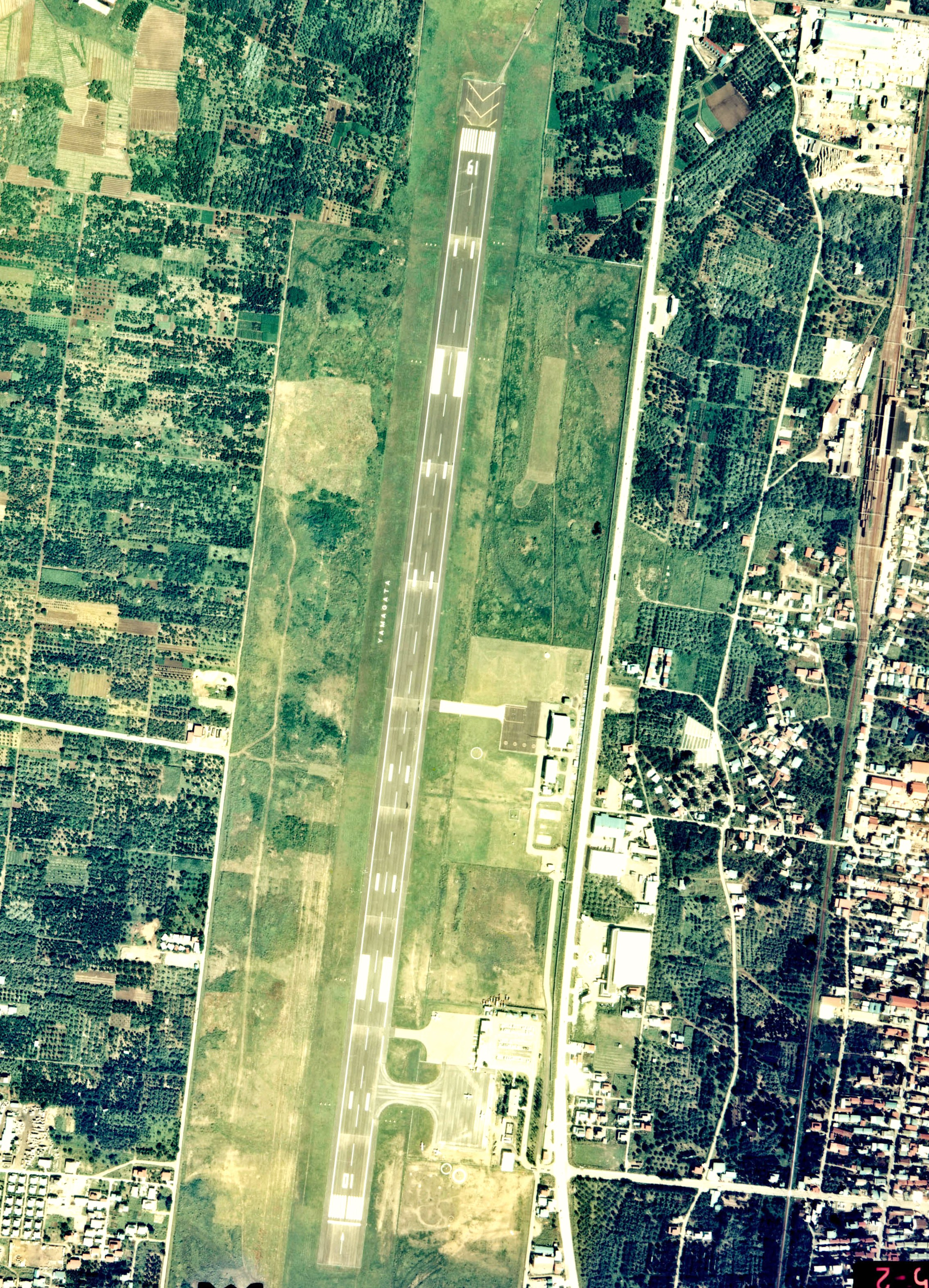
山形空港付近の空中写真。（1976年撮影）
画像右側（東側）に見える線路と駅は、2012年現在の奥羽本線/山形線の神町駅。
当画像撮影当時の滑走路延長は1500m。

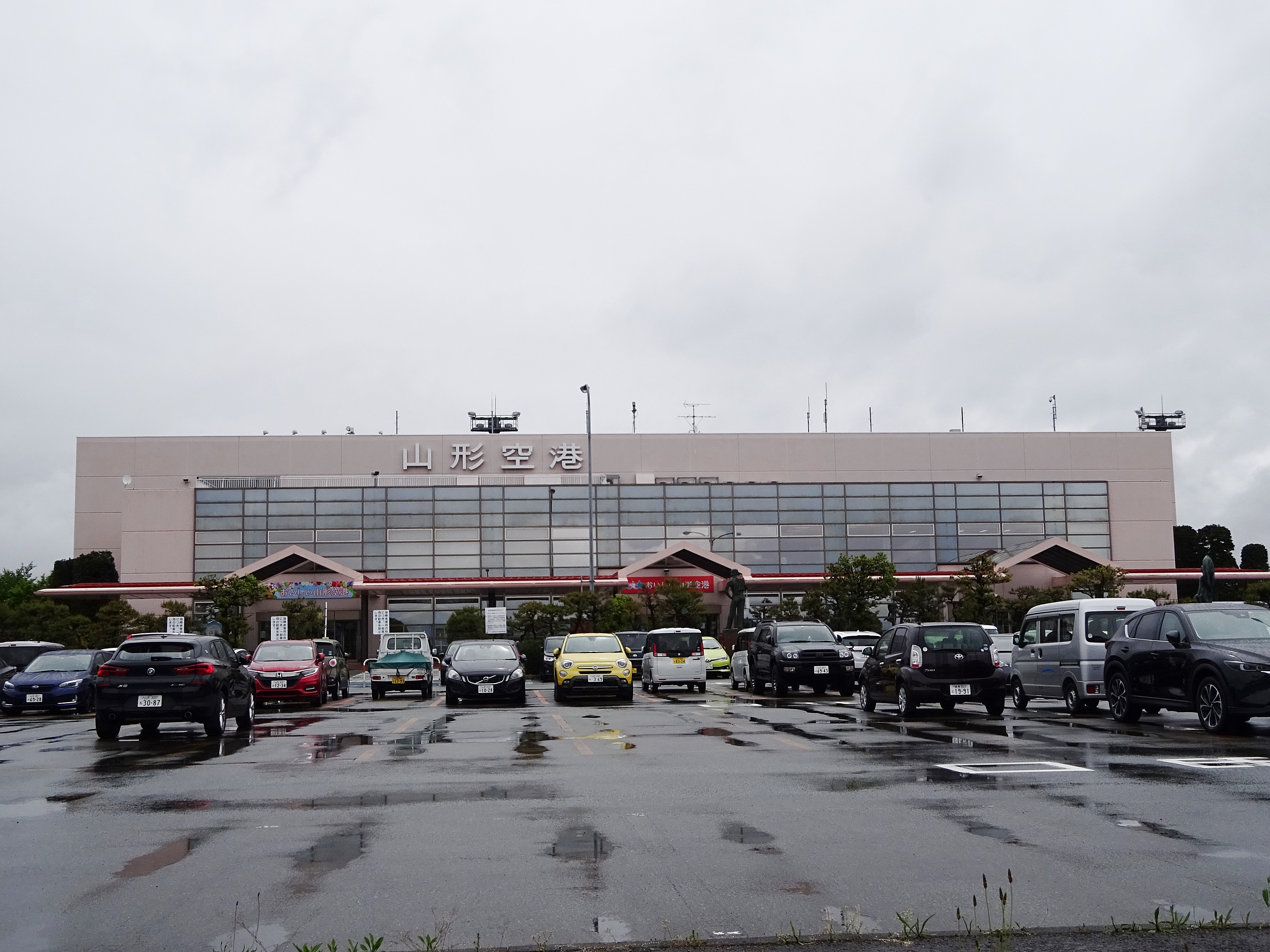
山形空港ビルディング

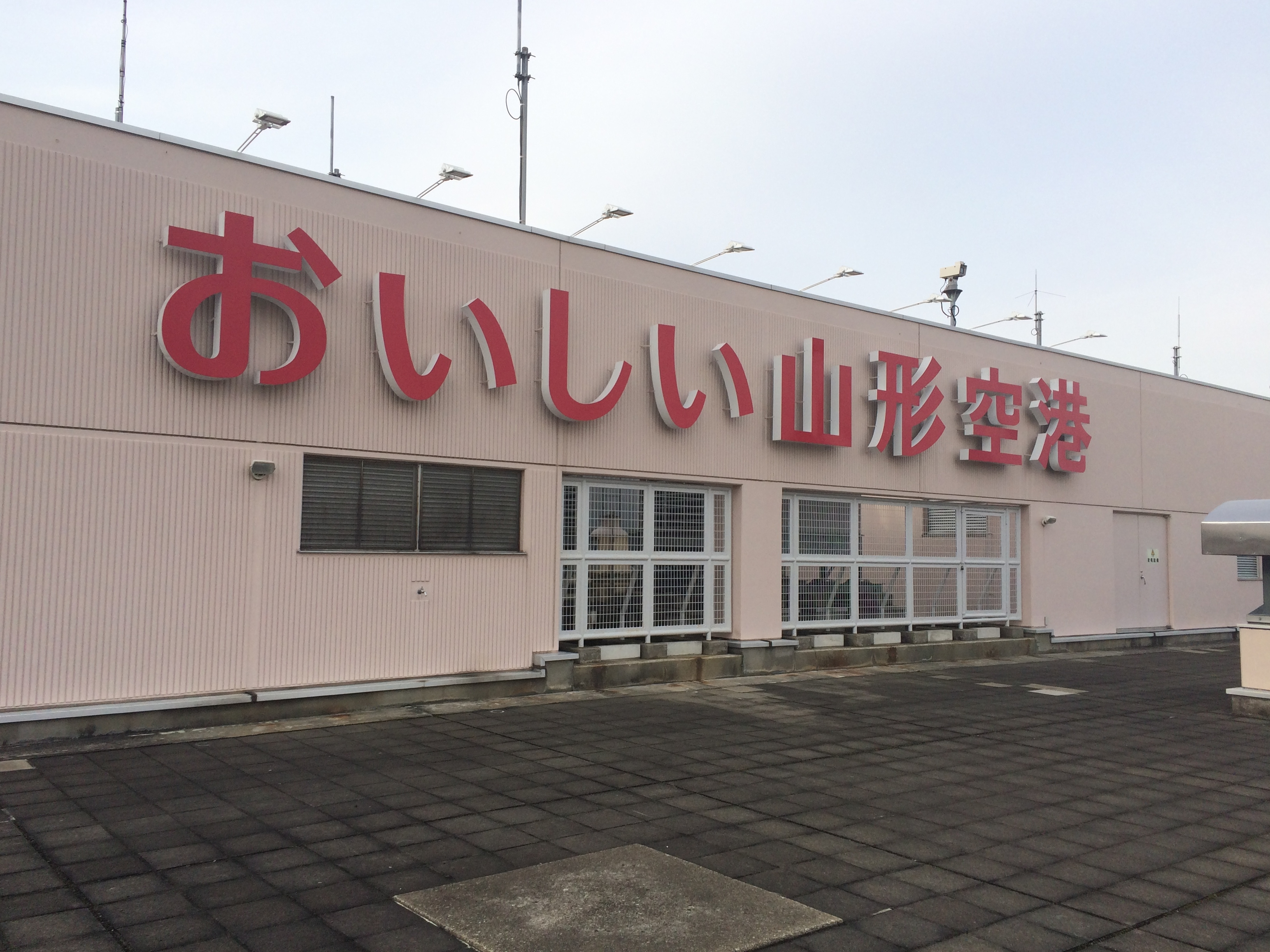
愛称は『おいしい山形空港』

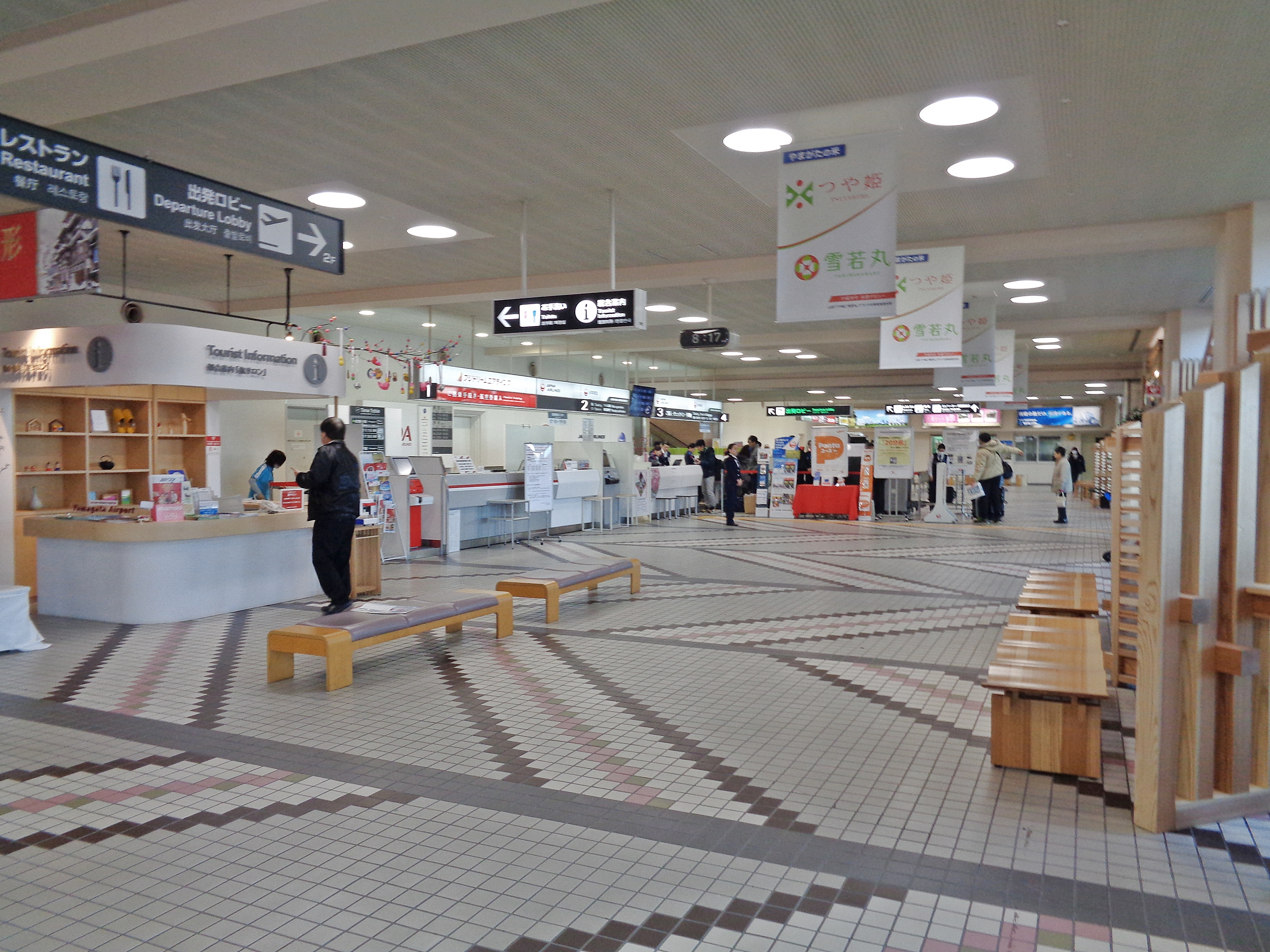
ターミナルビル内

山形空港は大日本帝国海軍が造成した舞鶴鎮守府神山練習飛行場を淵源とし、戦後の占領期にはアメリカ軍が使用、また1956年からは自衛隊が飛行場（演習場）として使用していた。
池田内閣による国民所得倍増計画の一環で全国総合開発計画が策定され、社会資本の整備が進められるが、山形県においてはさらに航空時代への対応が不十分であった。これを憂慮した山形県経営者協会会長で山形新聞社社長（当時）の服部敬雄は、航空路開設を主唱し、県は官民一体となる「神町空港設置期成同盟会」を結成。神町飛行場を活用した航空路開設を目指すべく、防衛庁、大蔵省と交渉を重ね国有地の借用は実現の運びとなった。
しかし、航空会社から就航の内諾を得ることが難しく、行き詰まりかけるが、服部と旧知の仲であった全日本空輸社長（当時）の美土路昌一に対する服部自身からの直接懇請のほか、美土路を引き継いだ社長の岡崎嘉平太と山形県知事の安孫子藤吉の知己の間柄にも支えられ、全日空が就航することとなり、1962年11月、運輸省から開港許可を得た。
そして神町飛行場の整備が進められ、1964年7月1日にフレンドシップ機（40人乗り）による東京便が開設された。だが、開港はしたものの採算度外視での就航であったこと、さらに当時全日空による航空機事故が相次いで発生していたこともあり、搭乗率が低迷し、週三便への減便必至の情勢へと追い込まれた。しかしながら、官民一体の搭乗率向上キャンペーンが展開されたことが奏功し、搭乗率も上向きに転じた。
高度経済成長期を迎えると、航空業界はプロペラ機からジェット機が主流の時代となった。県ではそれに沿って1970年に空港整備5ヵ年計画を策定し、ジェット機就航に向け滑走路や施設等の整備着手に入った。当初滑走路は2000mの建設を目指したが、諸般の情勢もあり、既設の1500m滑走路を日本初となるグルービング工法で整備して就航させることとなった。
またジェット機就航に併せ、地元住民との騒音協定も締結した。これによって1976年12月1日、全日空のジェット機ボーイング737が就航。山形空港も待望のジェット機の時代に踏み出した。1983年には4往復化され、1985年にはボーイング767も併用して就航し、利用客も延べで30万人を超えた。
また1979年には、これまでの東京便だけではなく、東亜国内航空によって大阪線・札幌線も就航し、利便性が増したほか、同年には福田赳夫首相の理解と配慮により、山形県が重要事業として取り組んでいた第二種空港への格上げが認められた。加えて拡張工事も着工され、1981年には滑走路2,000mの供用を開始した。さらに同年10月には山形空港初となる中華人民共和国への国際チャーター便も就航した。
1984年に、新空港ターミナルビルがオープンし、また南西航空（現：日本トランスオーシャン航空）による山形 - 名古屋便も新設された上、香港、バンコク、韓国、シンガポールへの国際チャーター便も飛び立つようになり、空港の国際化も進んだ。
日本エアシステムも乗り入れを続けるなど順調に推移してきた山形空港であったが、1992年7月1日の山形新幹線開業と、1999年12月4日の同線新庄駅延伸によって、2002年10月31日には、競争に負けた全日空が東京線を休止し、路線撤退する局面にも見舞われた。
しかし、県による各路線利用客への運賃助成や航空会社との協調によるキャンペーンの積極的な展開によって、日本エアシステムを継いだ日本航空が乗り入れを続けた上に（国土交通省「羽田発着枠政策コンテスト」の効果もある）、フジドリームエアラインズの乗り入れも行われたことで、東京、大阪、札幌、名古屋の4都市就航となり、利用客数も持ち直している。

### 年表
- 1964年（昭和39年）
  - 6月8日 - 神町空港第三種空港として滑走路1,200mで供用開始[1]。
  - 7月1日 - 全日本空輸により東京線就航。
- 1965年（昭和40年） - 名称を山形空港に変更[1]。
- 1969年（昭和44年） - 陸上自衛隊第6飛行隊が空港施設を使用開始。
- 1973年（昭和48年） - 滑走路1,500m供用[1]。
- 1974年（昭和49年） - 開港10周年記念のイベント「山形空港まつり」でのデモンストレーションであったスカイダイビングでダイバーが墜落死する事故が発生する（山形空港まつりスカイダイビング墜落事故）[14]。
- 1976年（昭和51年） - 日本初となる滑走路のグルービングを行い、全日空の東京線にボーイング737就航（ジェット化）。
- 1979年（昭和54年） - 空港設備法施行令の一部改正により県管理の第二種空港に指定。東亜国内航空（後の日本エアシステム）により大阪線・札幌線就航。
- 1981年（昭和56年） - 滑走路2,000m供用[1]。
- 1984年（昭和59年） - 新ターミナルビルオープン[1]。
- 1988年（昭和63年） - 県警ヘリ用誘導路の供用開始。
- 1990年（平成2年）
  - 4月27日 - 全日空・B727-200（JA8355）が、東京行・全日空806便にてラストフライト。同フライトを以て日本の航空会社からB727型機が完全に姿を消した。
- 1996年（平成8年） - 中日本エアラインサービス（後のエアーセントラル、現：ANAウイングス）によって函館線が季節就航開始（2001年12月で路線廃止）。
- 1997年（平成9年） - 利用者1000万人達成。
- 2002年（平成14年）
  - - 緑地整備により「ひこうき公園」完成。
  - 10月31日 - 全日空が東京線を休止し、当空港から完全に撤退する。
- 2003年（平成15年）
  - 4月1日 - 日本エアシステム（のちの日本航空）により、東京線がMD-90およびMD-80シリーズの機材で就航開始。
- 2004年（平成16年） - 雄飛航空のヘリコプターが不時着しようとして墜落、搭乗していた男性社員が死亡。事故原因は燃料不足の注意灯が点灯したのに飛行を続けたことによる。その後、山形地裁で男性操縦士に禁固2年、執行猶予4年（求刑禁固2年）の有罪判決。
- 2010年（平成22年）
  - 3月31日 - 日本航空の地域営業拠点である（旧日本エアシステム）山形支店[注 3]を閉店し、4月1日から業務を仙台支店へ移管。空港業務を担う山形空港駐在員事務所は仙台支店直下となる。
  - 10月30日 - ジェイエアがCRJ200で運航する小牧・新千歳線が運休。日本航空インターナショナルが同日の羽田線をもって自社運航から子会社のジェイエア運行に移管した。
  - 10月31日 - 日本航空の伊丹・羽田線の運航は、ジェイエアのE170による運送の共同引受へ一本化となる。航空貨物・貨物郵便の取扱休止[15]。
- 2011年（平成23年）
  - 3月11日 - 東北地方太平洋沖地震（東日本大震災）が発生。当空港は被害がなかった[16]。
  - 3月16日 - 山新観光により、当空港から仙台駅前へ向かう片方向の直行バスをツアーバス形式で26日まで運行[17]。
  - 3月17日 - 日本航空の東京線に臨時便が運航開始。乗客の急増に対応するため、運航機材を平時のジェイエアのE170から従前の日本航空の小型ジェット機（MD-90など）へ切り替える。定期便と合わせ9便となった。
  - 3月19日 - 日本航空が旅客需要拡大による座席供給の逼迫に対応するため、他路線で使われている中型ジェット機B767を機材繰りし、期間限定で東京線に導入[18]。
  - 3月27日 - 近畿日本ツーリストにより、当空港と仙台駅前を結ぶ直行バスをツアーバス形式で運行開始[19]。
  - 3月29日 - 全日本空輸が臨時で乗り入れ、中部・伊丹線を期間限定で就航[20]、後には札幌便も臨時開設した[21]。
  - 4月1日 - 当空港と仙台駅前を結ぶ直行バスを路線バスに運行形式変更[22]。運行会社は山交バス。
  - 4月8日 - 運用時間を通常より4時間延長（6:30-22:00）に変更[16]。
  - 5月9日 - 当空港と仙台駅前を結ぶ直行バスの運行会社を、赤湯観光バス、庄内交通観光バス・ハイヤー、ヨネザワバス観光の共同運行に変更[23]。15日をもって、運行終了。
  - 5月22日 - 全日本空輸臨時便であった中部国際空港・伊丹空港線をすべて終了させる。これにより従前の日本航空のみの乗り入れに戻る。
  - 7月 - 日本航空の東京線・大阪線が中型機から小型機CRJ・E170運航に元に戻る。（JAL時刻表）
- 2013年（平成25年）
  - 7月31日 - 山形空港利用拡大推進協議会はフジドリームエアラインズに名古屋線の定期便就航などを要望した[24]。
- 2014年（平成26年）
  - 3月29日 - 山交ハイヤーによる山形空港シャトルの運行開始。
  - 3月30日 - 日本航空の東京線が朝夕2便化およびフジドリームエアラインズにより名古屋(小牧)線が復活[25]。
  - 5月29日 - 愛称として「おいしい山形空港」を制定[26]。
  - 6月26日 - 駐機場の1機当たりの面積を従来の2.4倍に拡大。機体の種類にかかわらず同時に6機の受け入れが可能になった[27]。
- 2016年（平成28年）
  - 3月27日 - 12年ぶりに名古屋便が2便化される。
- 2017年（平成29年）
  - 3月26日 - 6年半ぶりに札幌(新千歳)線が復活。これにより東京、大阪（以上日本航空）、札幌、名古屋（以上フジドリームエアラインズ）の4都市就航となる[28][29]。
- 2019年（平成31年）
  - 4月23日 - フジドリームエアラインズの機体が滑走路を逸脱する事故が発生（後述）。

### 東日本大震災

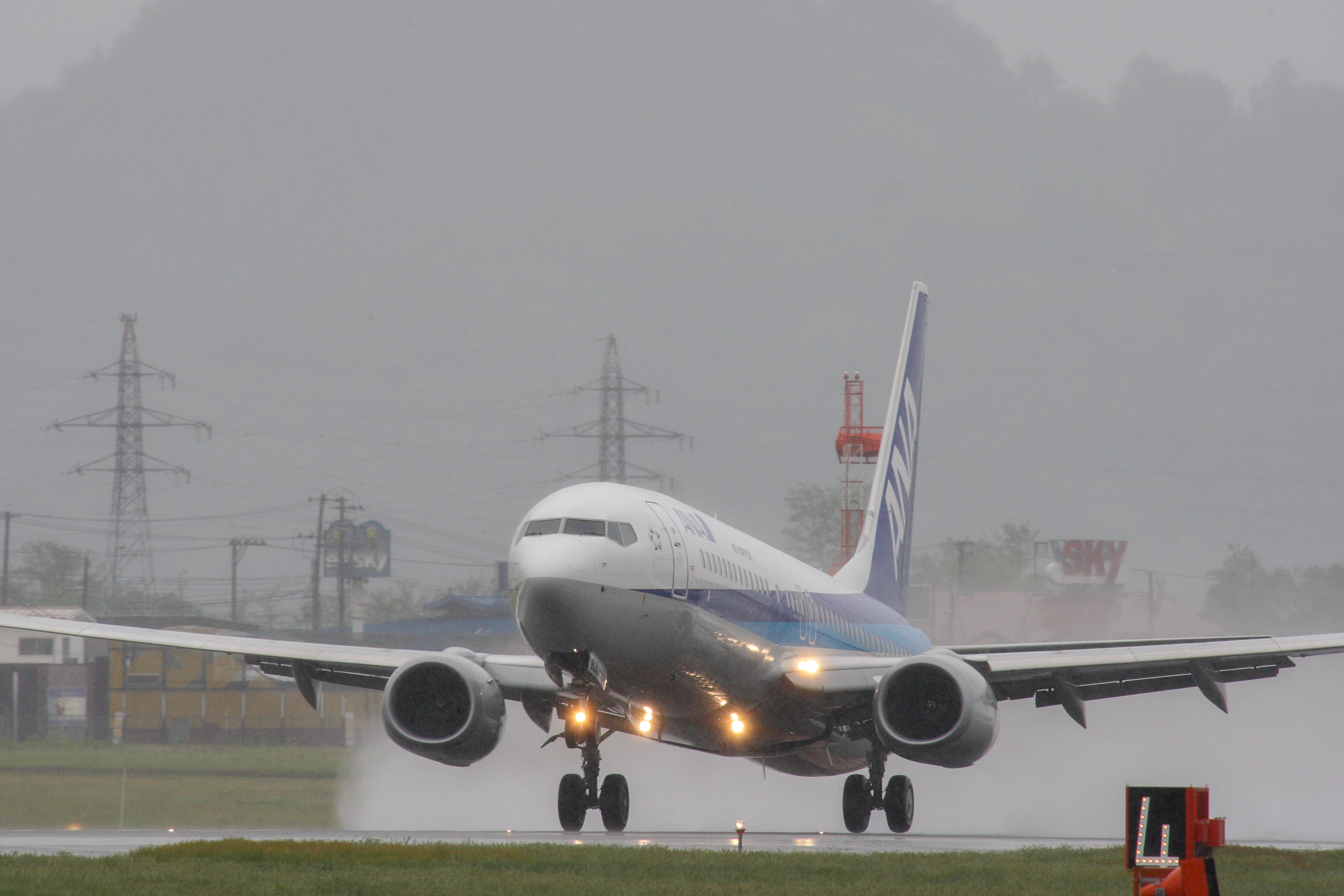
臨時便として就航したANA

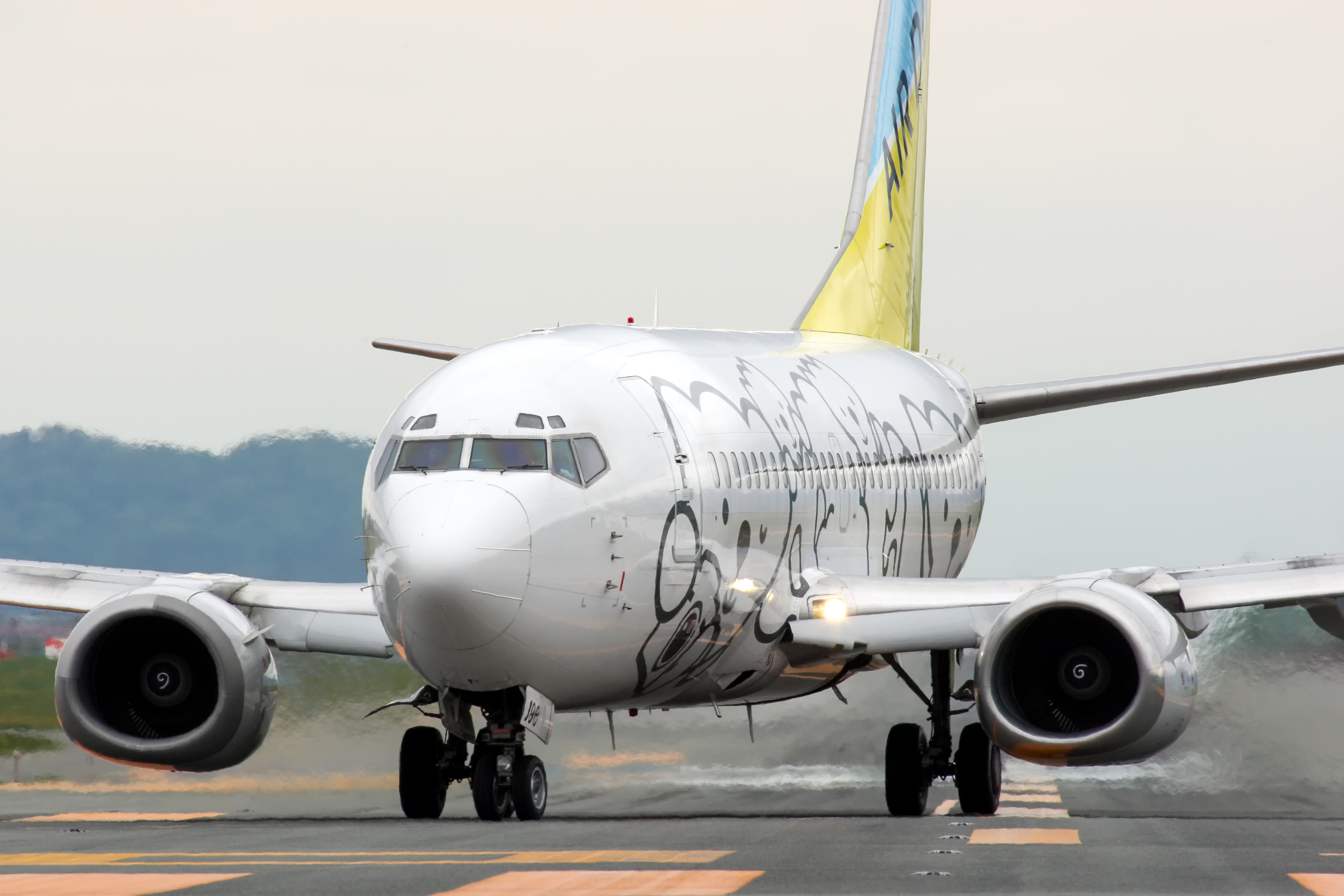
臨時便として就航したAIR DO

2011年3月11日に発生した東日本大震災により花巻空港および仙台空港が閉鎖されたため、岩手県および宮城県に最寄りで損傷が無かった当空港に各県の防災ヘリおよび各地の自衛隊輸送機が集中し、両県被災地への災害支援の中継地として当空港が利用された。震災に対応するため24時間運用を行い（同震災における24時間運用化は花巻空港が3月14日 - 31日、福島空港が3月14日 - ）し、アメリカ軍も使用した。米軍は、当空港まで中型輸送機C-130で物資を運び、小分けしてヘリで各被災地に運んだり、ヘリの燃料補給地として運用し、当空港が空路の物資輸送の拠点の1つとなった。
花巻空港はまもなく運用が再開されたが、仙台空港の閉鎖が続いた事に加え、震災直後から首都圏と宮城・岩手間の鉄道網（東北新幹線およびJR東北線）と東北自動車道が5日以上不通となった事情も加わり、定期便の運航がある当空港に旅客が集中し（宮城県からが9割）、旅客数は震災発生前の10倍以上となった。このため、唯一定期乗り入れを行っている日本航空のみならず、完全に撤退をしていた全日本空輸も臨時便を設定し、遠隔地間の旅客・民間貨物輸送に務めた。同様の対応は福島空港においても実施された。
なお、首都圏から山形県への旅客輸送は新潟（下越）・庄内方面を結ぶ上越新幹線とJR羽越線の特急いなほの運行再開が早期であり、庄内空港もほぼ通常通りであったため、山形新幹線の再開までは村山地方・置賜地方ではJR在来線の陸羽西線や米坂線を利用して日本海側へと大迂回を余儀なくされたが、大きな混乱には至らなかった。

### 旅客数
以下に定期便の乗降客数を示す。国内・国際チャーター便は含まない。マウスポインタを棒グラフの各要素に合わせると、該当年度の数値がポップアップする。
- 定期便（国際線なし）
- 臨時便（東日本大震災）

## 拠点・焦点都市としている航空会社
この空港をハブ空港（拠点都市）としている航空会社は無い。

## 就航路線
航空会社が2社以上の路線は、最前（太字）の航空会社の機材・乗務員で運航する共同運航便（コードシェア便）。

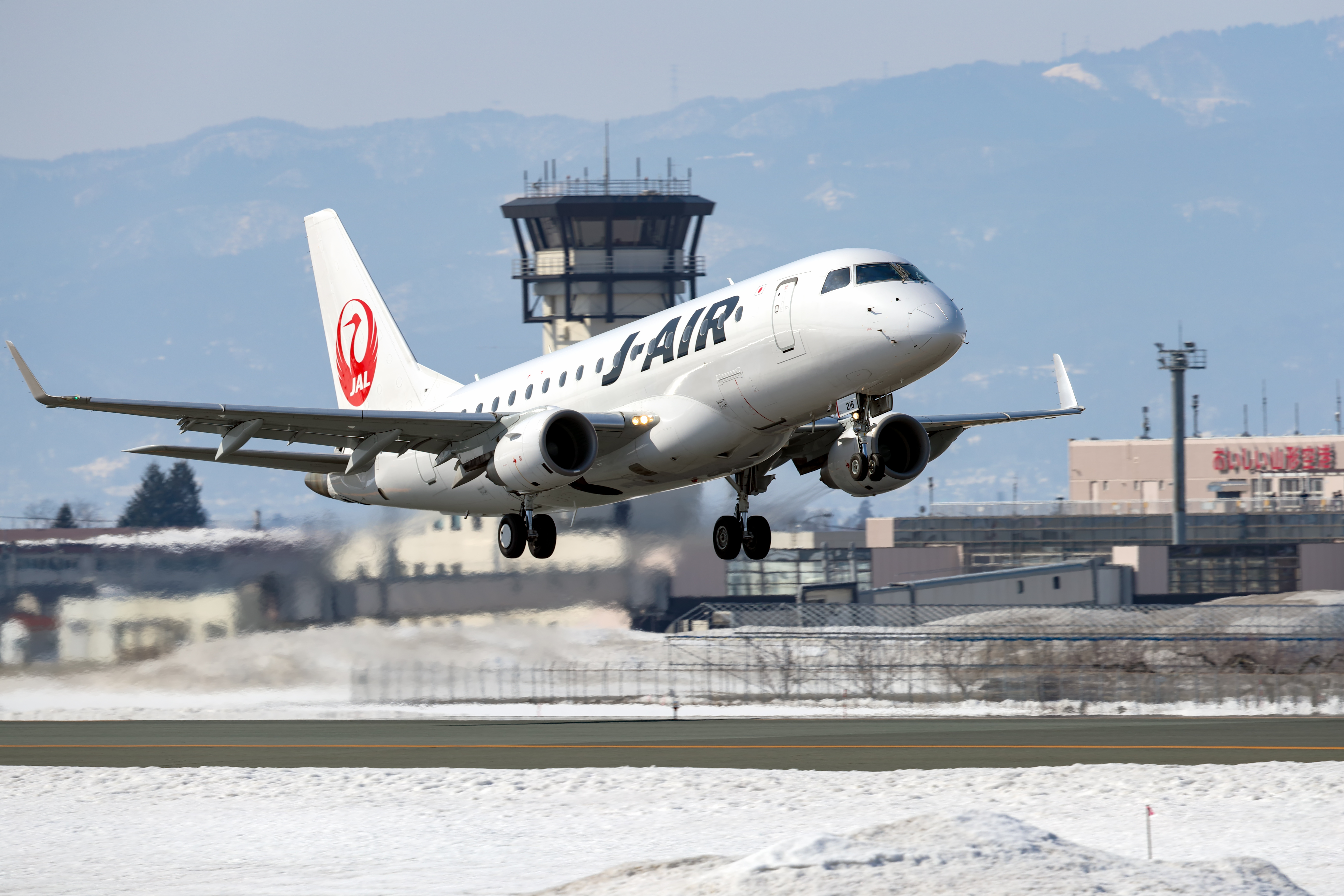
ジェイエアのERJ-170

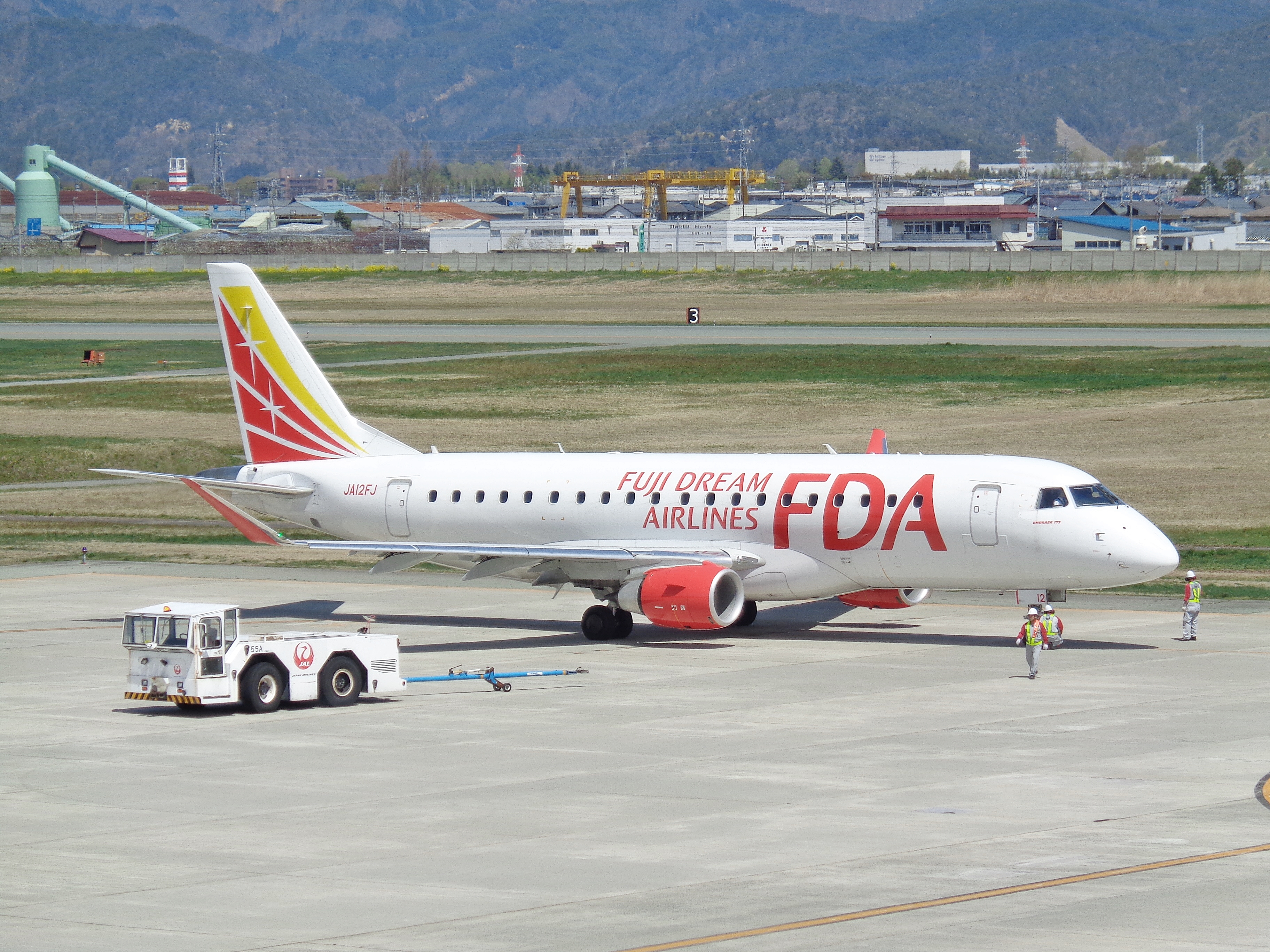
フジドリームエアラインズ機

### 国内線
- 日本航空 (JAL) [33]
2019年6月9日まで貨物の取扱は行っていなかった。
  - 東京国際空港（羽田空港）
  - 大阪国際空港（伊丹空港）
- フジドリームエアラインズ (FDA)・日本航空 (JAL)
  - 新千歳空港[34]
  - 名古屋飛行場（県営名古屋空港、小牧空港）

かつての定期就航路線
- 函館空港、中部国際空港（セントレア）、関西国際空港、福岡空港

### 国際線
定期便

運航なし
定期チャーター便
- チャイナエアライン
  - 桃園国際空港（台北）（2024年1月17日 - 3月7日予定）[35]

## 空港を使用する機関

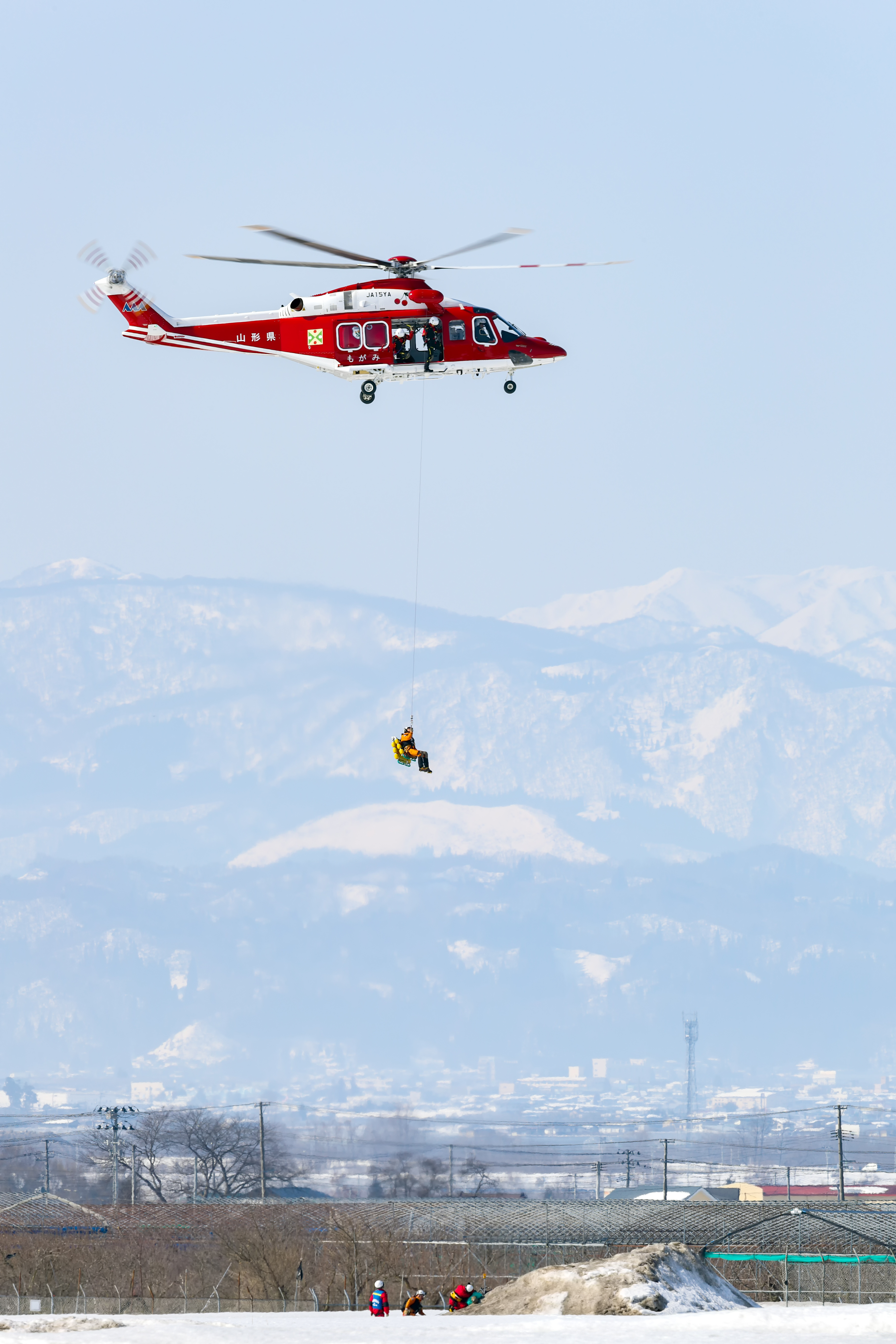
山形県消防防災航空隊のAW139 もがみ

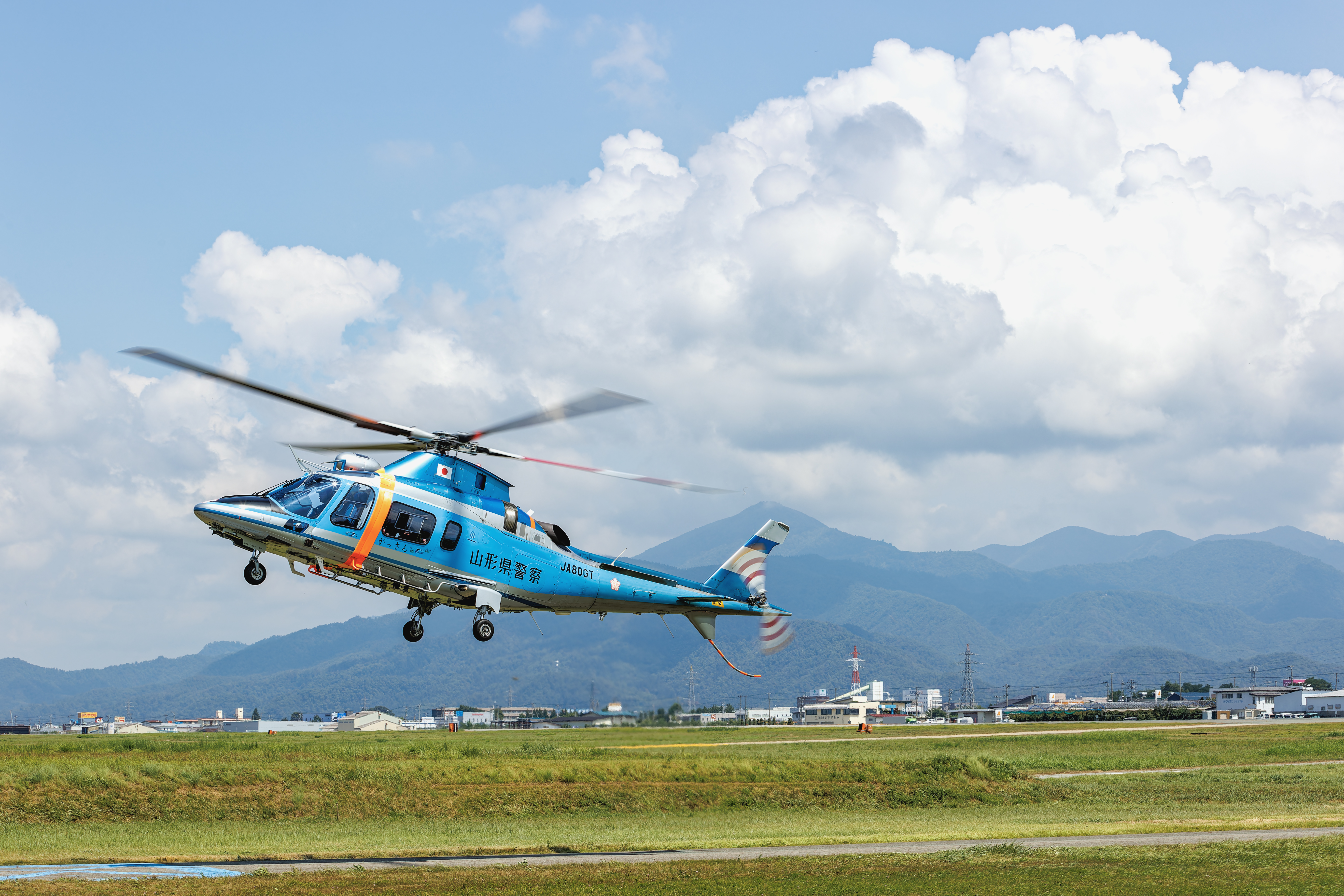
山形県警察航空隊のA109E がっさん

- 山形県警察航空隊：アグスタA109E「がっさん」（JA80GT）。ベル型退役に伴いアグスタ機が導入された[36]。
- 山形県消防防災航空隊：アグスタAW139「もがみ」（JA15YA）[37]
- 陸上自衛隊第6師団第6飛行隊：UH-1

## アクセス

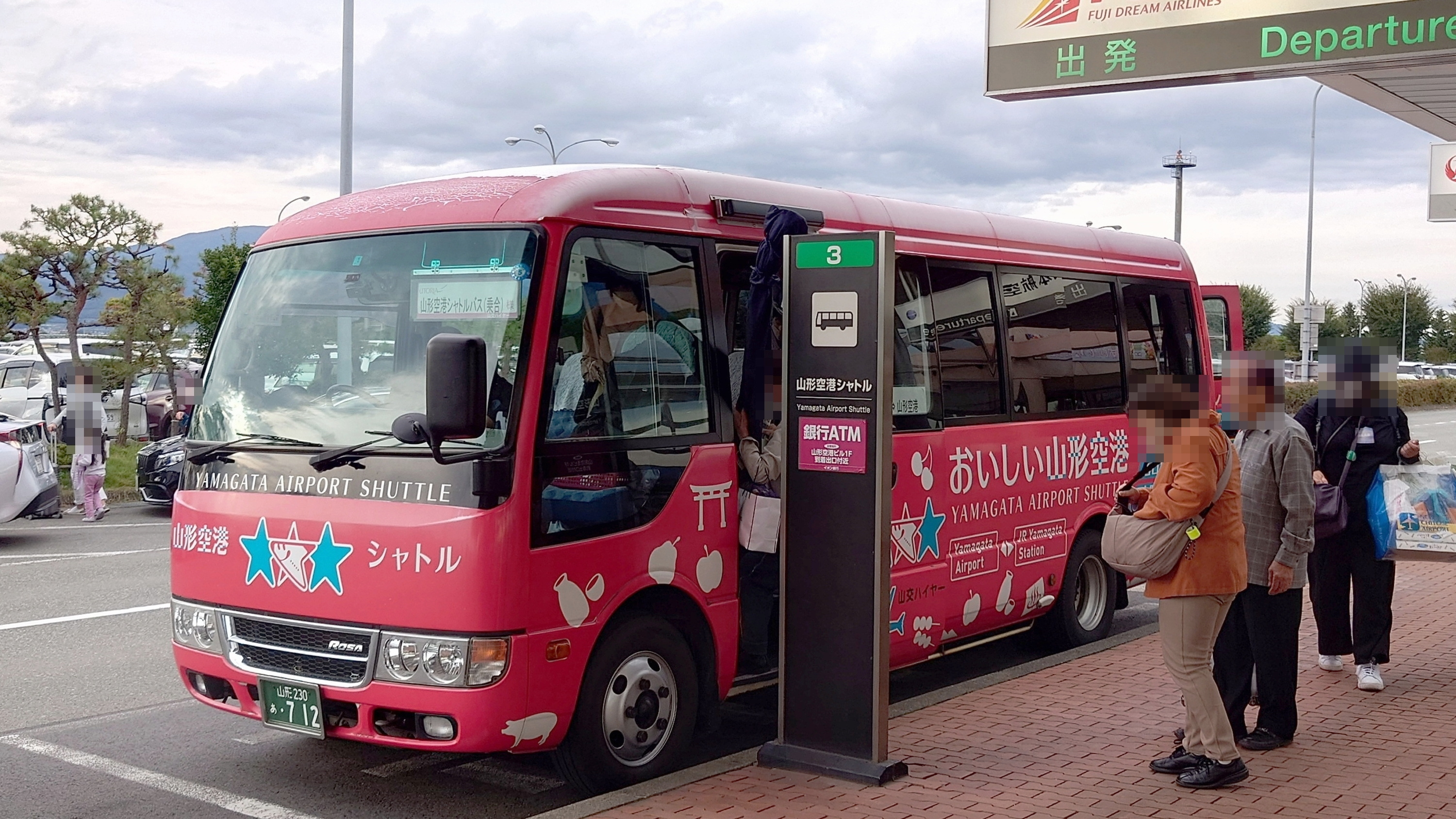
空港シャトル 山形駅行

2009年に山形駅と山形空港を結んでいた山交バスの空港バスが廃止となり、それ以降は予約が必要な乗り合いタクシーのみの運行となったが、2014年3月29日から山交ハイヤーによる山形駅東口 - 山形空港間のシャトルバスが運行されることになった。

### シャトルバス
- 山形駅東口 - 十日町角（日本生命山形ビル前）- 南高前 - 県庁前 -（山形道・東北中央道経由）- 山形空港（山交ハイヤー）
  - 予約不要。航空便に接続運行。

### 乗合タクシー
- 空港ライナー（予約制）[41]
  - 東根市（東根交通、神町タクシー。さくらんぼ東根駅との間は後述）
  - 天童市（天童タクシー、山交ハイヤー）
  - 村山市（楯岡交通、村山タクシー）
  - 寒河江市（中央タクシー、寒河江タクシー）
  - 河北町（葉山タクシー）
- おいしい山形空港観光貸し切りタクシー
  - 鶴岡市（庄交トラベル受付）2019年4月1日 - 2020年3月31日運行予定（事前予約制）札幌便に接続[42]。

### 鉄道
- 東日本旅客鉄道（JR東日本）
  - さくらんぼ東根駅（山形新幹線、奥羽本線/山形線）：西口から空港ターミナルビルまで3.6km（直線距離2.4km）。同駅との間に予約制乗合タクシー「空港ライナー」が東根市域向けとは別に設定される[41]。
  - 神町駅（奥羽本線/山形線）：空港ターミナルビルまで3.9km（直線距離1.1km）
  - 乱川駅（奥羽本線/山形線）：空港ターミナルビルまで4.5km（直線距離2.7km）

## 事故・インシデント
2019年4月23日、山形発名古屋行きのフジドリームエアラインズ（FDA）386便（エンブラエル E175、JA11FJ）が16時45分ごろ離陸滑走中に滑走路を左に逸脱し、草地で停止した。これにより16時50分ごろから山形空港の滑走路が閉鎖され、山形発着の日本航空便が欠航やダイバートすることとなった。同機には乗員・乗客64人が搭乗していたが、負傷者は出なかった。滑走路は翌日の4月24日に再開したが、事故により滑走路脇にあるPAPIの一部が破損した。
運輸安全委員会は、当該事案を重大インシデントと認定。また、FDAによると点検時に機体の不具合は見つからなかったとし、事故機は運輸安全委員会の調査と整備が終了してから運用を再開している。その後、運輸安全委員会の調査で、事故機の操縦席足元にある方向舵ペダルとステアリング系統の一部に不具合があることが判明。ペダルを踏んでも戻らずに逸脱したものと判断した。

## その他
- 全日本空輸（現在は撤退）の東京国際空港線にナローボディのジェット機が多く投入された経緯もあり、ボーイング727のラストフライト（1990年4月27日）、エアバスA320のファーストフライト（1991年3月19日）、ボーイング737（初期型）のラストフライト（1992年8月31日）、と実に3年連続3度も同社機材に関するメモリアルフライトの舞台となった。

- 1992年、南西航空（現日本トランスオーシャン航空）が、拠点の沖縄県に発着しない唯一の名古屋空港線を開設した。1995年に日本航空に移管され、以降日本トランスオーシャン航空は全便沖縄県発着となっている。

- 山形VOR/DME,ILSが整備されているものの、保守官所は、仙台空港事務所システム運用管理センターである